# Saraveca
El saraveca és una llengua arawak del grup de Llengües Paresí-Waurá actualment extingida que es va parlar a Bolívia pels sarave. Es diu que és l'únic idioma amb un sistema numeral basat exclusivament en cinc, tot i que existeixen sistemes quinaris. En certa manera, això també és un tret característic d'altres llengües sud-americanes; molts formen els seus números 6-9 com a "cinc + un", "cinc + dos", etc.